# Celle di Bulgheria
Celle di Bulgheria es una localidad y comune italiana de la provincia de Salerno, región de Campania, con 1.960 habitantes.

## Historia
La ciudad lleva el nombre de los protobúlgaros de la Antigua Gran Bulgaria que se establecieron aquí a principios de la Edad Media.

## Evolución demográfica
| Gráfica de evolución demográfica de Celle di Bulgheria entre 1861 y 2001 |
|                                                                          |
| Fuente ISTAT - elaboración gráfica de Wikipedia                          |